# Tomara que Caia
Tomara que Caia foi um programa humorístico brasileiro produzido pela TV Globo e exibido de 19 de julho até 1 de novembro de 2015, nas noites de domingo.
O programa foi cancelado em 1 de novembro de 2015, após receber diversas críticas do público nas redes sociais e dos jornalistas especializados, que alegaram que tinha "humor ultrapassado" e era "sem graça", apelidando-o de "Tomara que Saia", "Tomara que Caia Fora" e "Tomara que Saia Logo do Ar".

## Formato
Tomara que Caia foi uma mistura de humorístico popular e game show, possuiu plateia, além de ser exibido ao vivo. Com interação do público através de votação e improviso do elenco Tem direção de Carlo Milani, roteiro final de Cláudio Manoel e direção de criação de Boninho.
Todos os participantes são divididos em dois grupos para disputar quem interpreta melhor a mesma história, ambos os grupos devem interpretar os mesmos personagens, ou seja, dois atores rivais para cada papel.

## Recepção da crítica
Tomara que Caia recebeu diversas críticas não só do público nas redes sociais, que levantavam tags no Twitter contra o programa, mas também dos jornalistas especializados, que o classificaram como "sem graça" e com "humor ultrapassado", além de desaprovar o uso de roteiro, quando o programa deveria ser de improviso, citando exemplos como o Comédia MTV e o Quinta Categoria, da MTV Brasil, como exemplos de programas que não tinham receio de realmente deixar os artistas livres para improvisar.

## Audiência
Na sua estreia, o programa marcou 13 pontos de audiência. No segundo episódio o programa foi reduzido de 60 para 45 minutos, porém o ibope caiu para apenas 10 pontos, perdendo para a Record TV, o que se tornou constante até seu encerramento.

## Elenco
- Os Barbixas
- Heloísa Perissé
- Eri Johnson
- Marcelo Serrado
- Dani Valente (episódios 1–12)
- Fabiana Karla (episódios 1–12)
- Nando Cunha (episódios 1–12)
- Priscila Fantin (episódios 1–12)
- Ricardo Tozzi (episódios 1–12)
- Danielle Winits (episódios 13-16)
- Érico Brás (episódios 13-16)
- André Gonçalves (episódios 13-16)

## Convidados
| Ator/Atriz        | Personagem                      |
| ----------------- | ------------------------------- |
| Anitta            | Policial Pereira                |
| Falcão            | Tio                             |
| Ernani Moraes     | Porteiro Seu Pelópio / Índio    |
| Bia Montez        | Síndica Silvéria                |
| Adriana Birolli   | Bela Adormecida                 |
| Luiz Carlos Miele | Seu Euclídes                    |
| Monica Iozzi      | Natasha                         |
| Leandro Hassum    | Capitão Orlando                 |
| Betty Faria       | Dona Irinéia                    |
| Samantha Schmütz  | Marivalda/Deusa                 |
| Nelson Freitas    | Corcunda                        |
| José Loreto       | Hilton                          |
| Cacau Protásio    | Canibal                         |
| Sérgio Loroza     | Canibal                         |
| Tom Cavalcante    | João Canabrava/Ribamar          |
| Renata Dominguez  | Alice Gomes                     |
| Alice Borges      | Dercy                           |
| Wellington Muniz  | Silvio Santos                   |
| Arlete Sales      | Dona Olga                       |
| Marcelo Laham     | Ricardo                         |
| Frank Menezes     | Junior (de I Love Paraisópolis) |
| Priscila Marinho  | Marlene                         |
| Juliana Alves     | Nicoly                          |
| Ana Baird         | Marlene                         |
| Gaby Amarantos    | Shirley                         |
| Stênio Garcia     | Seu Bira                        |
| Ricardo Macchi    | Astronauta Russo                |
| Mariana Santos    | Samantha                        |

## Episódios
1. Referências

1. ↑  «Criticado, 'Tomara que Caia' vira 'Tomara que Saia Logo do Ar' em guia da NET». F5. 27 de julho de 2015. Consultado em 29 de julho de 2015
2. ↑  Na Telinha (4 de novembro de 2015). «Globo cancela definitivamente o "Tomara Que Caia"; filmes entrarão no lugar». Consultado em 4 de novembro de 2015. Cópia arquivada em 6 de novembro de 2015
3. ↑  «Programa Tomara que Caia, que estreia hoje, é coquetel de gêneros». Folha de S. Paulo. 19 de julho de 2015. Consultado em 29 de julho de 2015
4. ↑  «Conheça o elenco de Tomara que Caia, o novo humorístico da Globo». Gshow. 30 de junho de 2015. Consultado em 29 de julho de 2015
5. ↑  «Saiba tudo sobre o programa 'Tomara que Caia', que mistura game e humor». O Dia. 10 de julho de 2015. Consultado em 29 de julho de 2015
6. ↑  «"Tomara que caia": até humoristas alfinetam programa ao vivo da Globo». IG. 27 de julho de 2015. Consultado em 29 de julho de 2015
7. ↑  «Criticada na web, estreia de 'Tomara que Caia' supera 'SuperStar' em audiência». F5. 20 de julho de 2015. Consultado em 29 de julho de 2015
8. ↑  Mauricio Stycer (27 de julho de 2015). «"Tomara Que Caia" é encurtado, mas continua sem graça e perde audiência». Uol. Consultado em 29 de julho de 2015
9. ↑  «Com formato original, "Tomara que Caia" aposta na interação e no improviso». Uol. 19 de julho de 2015. Consultado em 29 de julho de 2015
10. ↑  «Cantor Falcão será o convidado da semana no 'Tomara que Caia'». Gshow. 24 de julho de 2015. Consultado em 29 de julho de 2015
11. ↑  Contos de fadas tomam conta do sétimo episódio do Tomara que Caia
12. ↑  Gshow. Mônica Iozzi será vizinha barraqueira em episódio de Tomada que Caia Visitado em 13 de setembro de 2015
13. ↑  Gshow (18 de setembro de 2015). «Betty Faria irá substituir Heloisa Périssé no próximo episódio de 'Tomara que Caia'». Gshow. Consultado em 18 de setembro de 2015